# Краснозобик
Краснозобик (лат. Calidris ferruginea) — вид птиц семейства бекасовых (Scolopacidae).

## Описание
Краснозобик достигает длины 20 см, размером со скворца, размах крыльев составляет примерно 35 см. Он весит от 40 до 60 г и может прожить почти 17 лет. У него длинный, отчётливо согнутый клюв. Однако, клюв не является однозначным признаком идентификации, так как можно встретить большие различия в его длине и изгибе. Птицу можно легко перепутать в зимнем наряде с чернозобиком, тем не менее она длинноногая, немного светлее окрашена и более спокойна при движении. Идентифицировать в брачном наряде легко по глубоко ржаво-красной груди и согнутому клюву. Ноги чернозобика окрашены в чёрный цвет в любом наряде. Самец и самка окрашены одинаково. Призыв звучит, например, как «дйюрри» или «диррит». Здесь тоже существует опасность путаницы с чернозобиком, чей призыв звучит глубже и жёстче. Во время токования и гнездования доходит также до пения со многими строфами.

## Распространение
Краснозобик известен преимущественно как гнездящаяся птица арктической тундры северной Сибири. Из Центральной Сибири большая популяция мигрирует через континентальную Европу и Средиземное море до Западной Африки в регионы зимовки.
Краснозобики встречаются преимущественно в прибрежных, арктических областях тундры как гнездовые птицы. Они охотно гнездятся на отмелях рек, а также в глубине материка. Во время перелёта могут встречаться на чистых пляжах на побережье, а также в глубине материка. Часто птицам достаточны совсем маленькие площади, которые служат им для поиска корма.

## Питание
Полихеты, двустворчатые и брюхоногие, а также насекомые и их личинки являются его предпочтительно животным кормом. Комары-долгоножки и комары-звонцы служат ему питанием в местах гнездования.

## Размножение
Половой зрелости птицы достигают на третьем году жизни. Пары ищут и находят друг друга чаще уже в регионах зимовки. Во время гнездового периода между серединой мая и концом июня самка откладывает в болотном мхе до 5 яиц от оливково-коричневого до зеленоватого цвета, с коричневыми и пурпурными пятнами. Первые птенцы встают на крыло не раньше чем в середине или конце июля.